# يحيى بن أبي الخير العمراني
أَبُو الْحُسَيْنِ يَحْيَى بْنُ أَبِي الْخَيْرِ بْنِ سَالِمِ بْنِ أَسْعَدَ بْنِ عَبْدِ اللَّهِ بْنِ مُحَمَّدِ بْنِ مُوسَى ابْنِ عِمْرَانَ الْعِمْرَانِيُّ (489 – 26 ربيع الآخر 558هـ / 1096 – 1163م)، هو فقيه شافعي من كبار أئمة الشافعية، كان فقيهًا إمامًا زاهدًا وورعًا، وكان عارفًا بالفقه والأصول والكلام والنحو، كان شيخ الشافعية في بلاد اليمن، وشرحه لكتاب المهذب شرح معتمد عند الشافعية.

## نسبه
يحيى بن أبي الخير بن سالم بن أسعد بن عبد الله بن محمد بن موسى بن عمران العمراني، المنتسب إلى عمران بن ربيعة بن عبس بن زهرة بن غالب بن عبد الله بن عك بن عدنان بن أدد بن يجثوم بن مقوم بن ناحور بن تيرح بن يعرب بن يشجب بن نابت بن إسماعيل بن إبراهيم.

## موطن نشأته
ولد العمراني في اليمن وعاش فيها ومات فيها ولم يخرج منها إلا إلى مكة والمدينة المنورة حاجاً وزائراً، وكانت اليمن في الفترة التي عاش فيها الشيخ العمراني تموج بالفتن والحروب ، فقد كان فيها الشيعة زيدية في صعدة وماحولها إلى نجران، والإسماعيلية الباطنية ويمثلهم الصليحيون وكانوا تغليوا على عموم اليمن ثم انحسر ملكهم إلى جبلة وحصن أشيخ وبعض الحصون الأخرى.

## شيوخه
تتلمذ الشيخ يحيى بن أبي الخير على أيدي علماء كُثر منهم:
- خاله أبو الفتوح بن عثمان بن أسعد بن عبد الله بن محمد بن موسى بن عمران.[9]
- الشيخ عبد الله بن أحمد بن محمد بن أبي عبد الله الهمداني سكن زبران من بادنية الجند وتوفي سنة (518هـ) تفقه بشيوخ منهم الفقيه أبوبكر بن جعفر بن عبد الرحمن المخائي وزيد بن عبد الله اليفاعي وأكثر أخذه عنه، وقرأ على ابن عبدويه (الإرشاد) في اصول الفقه والجدل له وسمعا عليه قراءة المهذب وكان زاهد ورعاً [10]
- الشيخ الفقيه عبد الله بن عمير العريفي تفقه بزيد بن عبد الله اليفاعي [11]
- الشيخ زيد بن الحسن بن محمد الفايشي ولد سنة (458هـ) وتوفي سنة (528هـ) تفقه بشيوخ كثير وكان عالماً بعلوم كثيرة، منها علم القراءات من طريق أبي معشر الطبري حيث قرأ عليه بمكة ومنها التفسير الحديث واللغة والنحو والفقه والخلاف وأصول الفقه وعلم الكلام في التوحيد وكان كثير الحج وربما جاور في مكة وكان رحلاً في طلب العلم فبذلك كثرت علومه وظهرت فضائله وكان قواماً بالليل يصلي بالسُبُع من القرآن كل ليلة في غالب أحواله وأكثر زمانه، وصنف في مذهب الشافعي مختصر مليحا سماه كتاب (التهذيب) وتفقه به خلق كثير[11][12]

## مصنفاته
ترك العمراني مؤلفات كثيرة منها:
- الزوائد على المهذب للشيرازي الشافعي
- البيان
- المشكل
- الانتصار في الرد على المعتزلة والقدرية الأشرار
- غرائب الوسيط صنفه بذى أشرق
- مختصر إحياء علوم الدين
- رسالة في المعتقد على مذهب أهل الحديث
- مختصر في الرد على الأشعرية والقدرية في مسألة الكلام
- الأحداث
- مناقب الشافعي
- مقاصد اللمع

## مكانته وثناء العلماء عليه
العمراني تبوأ مكانة عالية بين علماء زمانه، كما كان له جاه كبير في اليمن ويكفي في بيان مكانته العالية أن الشافعية في اليمن بعده معتمدون عليه وعلى تلاميذه وكتبه كما قال ابن سمرة الجعدي: (وطبق الأرض بالأصحاب فما أعلم في أكثر المخلاف فقيهاً مجوداً ومناظراً مجتهداً إلا من أصحابه أو أصحاب أصحابه) كما أثنى عليه ثناءً بالغاً في أول ترجمته حيث قال عنه: «انتشر عنه الفقه في البلدان وجاوز علمه البحر مع السودان وسارت بتصانيفه الركبان في اليمن والشام وهو الفقيه جمال الإسلام شمس الشريعة يحيى بن أبي الخير». وقال شيخه زيد بن الحسن الفايشي: «يحيى ابن أبي الخير فقيه يصلح للفتوى» وأمر بعض أصحابه وهو عمور بن عبد الله بالدرس عليه، وقال جعدي: وكان هذا لا شك في أول أمر الإمام يحيى بن أبي الخير فلو عاش إلى تصنيفه البيان لرأى عجباً  وكان شيخه القاضي أبو بكر بن محمد بن عبد الله اليافعي إذا تنازعت عنده الخصوم يقول : ماقال القمران في هذه الحكومة، وتارة يقول : هاتوا جواب القمرين يعني الإمامين عبد الله بن يحيى الصعبي ويحيى بن أبي الخير العمراني.

### فهرس المراجع
1. 1 2  العمراني (1999)، ج. 1، ص. 11.
2. 1 2 3  العمراني (1999)، ج. 1، ص. 12.
3. 1 2 3  الزركلي (2002)، ج. 8، ص. 146.
4. 1 2 3  العمراني (1999)، ج. 1، ص. 13.
5. 1 2 3  العمراني (1999)، ج. 1، ص. 23.
6. ↑  العمراني (1999)، ج. 1، ص. 22.
7. ↑  العمراني (1999)، ج. 1، ص. 17.
8. ↑  العمراني (1999)، ج. 1، ص. 25.
9. 1 2  طبقات فقهاء اليمن صـ174 لابن سمرة الجعدي نسخة محفوظة 8 مارس 2020 على موقع واي باك مشين.
10. ↑  طبقات فقهاء اليمن صـ254 لإبن سمرة الجعدي نسخة محفوظة 8 مارس 2020 على موقع واي باك مشين.
11. 1 2  طبقات فقهاء اليمن صـ155 لإبن سمرة الجعدي نسخة محفوظة 8 مارس 2020 على موقع واي باك مشين.
12. ↑  طبقات الشافعية الكبرى جـ7 صـ86 لسبكي
13. ↑  الزركلي، خير الدين. اعلام8. IslamKotob. مؤرشف من الأصل في 2020-01-24.
14. ↑  الخطيب. (معجم المؤلفين (الفقهاء. ktab INC. مؤرشف من الأصل في 2020-01-24.
15. ↑  طبقات فقهاء اليمن صـ182 لابن سمرة الجعدي نسخة محفوظة 8 مارس 2020 على موقع واي باك مشين.
16. ↑  طبقات فقهاء اليمن صـ159 لابن سمرة الجعدي نسخة محفوظة 8 مارس 2020 على موقع واي باك مشين.
17. ↑  طبقات فقهاء اليمن صـ167 لابن سمرة الجعدي نسخة محفوظة 8 مارس 2020 على موقع واي باك مشين.

### بيانات المراجع (مُرتَّبة حسب تاريخ النشر)
- يحيى بن أبي الخير العمراني (1999). الانتصار في الرد على المعتزلة القدرية الأشرار. تحقيق: سعود بن عبد العزيز الخلف (ط. 1). الرياض – السعودية: أضواء السلف. مؤرشف من الأصل في 2024-05-07.
- خير الدين الزركلي (2002)، الأعلام: قاموس تراجم لأشهر الرجال والنساء من العرب والمستعربين والمستشرقين (ط. 15)، بيروت: دار العلم للملايين، OCLC:1127653771، QID:Q113504685